# Indistingibilitat topològica
En topologia, dos punts d'un espai topològic {\displaystyle X} són topològicament indistingibles si tenen exactament els mateixos entorns. És a dir, donats dos punts {\displaystyle x} i {\displaystyle y} de {\displaystyle X}, si {\displaystyle \xi (x)} és el conjunt d'entorns de {\displaystyle x} i {\displaystyle \xi (y)} és el conjunt d'entorns de {\displaystyle y}, llavors {\displaystyle x} i {\displaystyle y} son "topològicament indistingibles" si i només si {\displaystyle \xi (x)=\xi (y)}.
Intuïtivament, es pot dir que dos punts són topològicament indistingibles si la topología no és capaç de discernir els punts.
Dos punts de {\displaystyle X} son topològicament distingibles si no són topològicament indistingibles. Açò significa que existeix algun entorn d'un dels punts al qual no perteneix l'altre.
La indistingibilitat topològica defineix una relació d'equivalència en qualsevol espai topològic.

## Propietats
Les següents condicions són equivalents:
- {\displaystyle x} i {\displaystyle y} són topològicament indistingibles
- Tota base d'entorns de {\displaystyle x} és una base d'entorns de {\displaystyle y} i viceversa
- Per a tot obert {\displaystyle A} es té {\displaystyle x,y\in A} o bé {\displaystyle x,y\notin A}
- La clausura topològica de {\displaystyle {x}} és igual a la de {\displaystyle {y}}: {\displaystyle {\overline {\{x\}}}={\overline {\{y\}}}}
- {\displaystyle y\in {\overline {\{x\}}}} i {\displaystyle x\in {\overline {\{y\}}}}
- {\displaystyle y} perteneix a la intersecció de tots els entorns bàsics de {\displaystyle x} i {\displaystyle x} perteneix a la intersecció de tots els entorns bèsics de {\displaystyle y}
- {\displaystyle x} perteneix a tot obert i a tot tancat que conté a {\displaystyle y}

## Exemples
- En la topologia trivial, els punts distints són topològicament indistingibles.[2]
- En els espais T0, T1, T₂, T₃ i T₄, els punts distints són distingibles.[1]
- En la topologia discreta, els punts distints són topológicament distingibles.[2]